# Diversidad sexual en Somalia
Las personas lesbianas, gays, bisexuales y transgénero (LGBT) en Somalia enfrentan desafíos legales que no experimentan los residentes no LGBT. Ser LGBT es altamente ilegal en Somalia; la actividad sexual entre personas del mismo sexo se castiga con hasta la muerte en las áreas controladas por Al-Shabaab, así como en Jubalandia. Las personas LGBT son procesadas regularmente por el gobierno y, además, enfrentan estigmatización entre la población en general.

## Legalidad de la actividad sexual entre personas del mismo sexo

### África oriental italiana
En 1940, Italia conquistó la Somalilandia británica y la anexó al África Oriental Italiana. Si bien Italia no tenía leyes contra la sodomía desde 1890, el régimen fascista todavía castigaba a los homosexuales. En 1941, los británicos reconquistaron la Somalilandia británica y restablecieron sus leyes de sodomía.

### Protectorado de la costa somalí británica
Antes de la independencia de los británicos, el Código Penal indio de 1860 se aplicó en el protectorado de la costa somalí británica.

### República de Somalia
En 1964 entró en vigor un nuevo código penal en la República de Somalia. El código establece que "El que tenga relaciones carnales con una persona del mismo sexo será reprimido, cuando el hecho no constituya un delito más grave, con prisión de tres meses a tres años. Cuando el hecho cometido sea un acto de lujuria diferente de las relaciones carnales, la pena impuesta se reducirá en un tercio". Desde entonces, el código ha sido abolido por el Reino Unido después de verlo como una de las leyes más discriminatorias elaboradas por una antigua potencia mundial. Desde entonces, el Reino Unido ha legalizado la homosexualidad, la unión civil y el matrimonio entre personas del mismo sexo.

### República Democrática de Somalia
Según el artículo 409 del Código Penal somalí introducido en 1973, las relaciones sexuales con una persona del mismo sexo se castigan con una pena de prisión de tres meses a tres años. Un "acto de lujuria" que no sea una relación sexual se castiga con una pena de prisión de dos meses a dos años. Según el artículo 410 del Código Penal de Somalia, una medida de seguridad adicional puede acompañar las sentencias por actos homosexuales, generalmente en forma de vigilancia policial para evitar la "reincidencia". Las ejecuciones extrajudiciales son toleradas.

### Gobierno Federal de Somalia

#### Prevención del VIH/SIDA
Los servicios de planificación familiar son de difícil acceso, al igual que la información basada en hechos sobre la sexualidad humana. Los trabajadores humanitarios han declarado que las costumbres sociales islámicas a menudo dificultan hablar públicamente sobre cómo se puede propagar el virus. Desde 1999, gran parte de la educación y atención del VIH/SIDA proviene de organizaciones internacionales como las Naciones Unidas.
A pesar de esto, Somalia y la vecina Etiopía tienen una de las tasas de infección por VIH más bajas del continente. Si bien la tasa estimada de prevalencia del VIH en Somalia en 1987 (el año del primer informe de casos) fue del 1% de los adultos, una estimación más reciente de 2007 ahora la ubica en solo el 0,5% de la población adulta del país.

#### Organizaciones LGBT
A partir de 2004, según los informes, existía un grupo de personas LGBT en Somalia. Sin embargo, muchos inmigrantes somalíes han formado organizaciones LGBT mayoritariamente somalíes o incluso únicamente somalíes en Canadá.

### Guerra civil
En los territorios controlados por Harakat ash-Shabaab al-Muyahidin en Somalia, la organización terrorista promulga una interpretación estricta de la sharia que prohíbe explícitamente la homosexualidad. El castigo para los declarados culpables queda a discreción del juez y puede ser castigado con la muerte.

## Condiciones de vida
El Informe de Derechos Humanos de 2010 del Departamento de Estado de los Estados Unidos encontró que "la orientación sexual se consideraba un tema gay, y no había discusión pública sobre este tema en ninguna región del país", y que "hubo informes de violencia social o discriminación basada en orientación sexual".